# Plecia yabaensis
Plecia yabaensis är en tvåvingeart som beskrevs av Hardy 1952. Plecia yabaensis ingår i släktet Plecia och familjen hårmyggor.
Artens utbredningsområde är Nigeria. Inga underarter finns listade i Catalogue of Life.